# Тоннель (фильм, 2016)
«Тоннель» (или «Туннель»; кор. 터널, Teoneol) — южнокорейский драматический фильм о выживании 2016 года, срежиссированный Ким Сон Хуном с Ха Чон У в главной роли. Действие фильма разворачивается вокруг продавца автомобилей, который попадает в ловушку при обрушении плохо построенного туннеля, и пытается выжить в туннеле согласно советам главы спасательной команды. Он был выпущен в Южной Корее 10 августа 2016 года.

## Сюжет
Ли Чжон Су (Ха Чон У) едет домой на день рождения дочери. При движении по туннелю через гору туннель обрушивается. Когда Ли Чжон Су приходит в сознание, он оказывается в ловушке внутри своей машины, погребённой под массой бетона и обломков. Всё, что у него есть в машине, — это его мобильный телефон, две бутылки воды и праздничный торт для дочери.
Вся страна в ужасе от новости об обрушении большого туннеля. Правительство срочно создает оперативную группу по чрезвычайнному происшествию. Дэ Гён (О Даль Су), капитан спасательной группы аварийной службы, предпринимает различные попытки проникнуть в туннель, но развал оказывается подвижен. Между тем, жена Чжон Су — Сэ Хён (Пэ Ду На) дарит надежду своему мужу по радио, которое может слышать только Чжон Су, и не оставляет надежды на его безопасную жизнь. Вялотекущая спасательная операция в конечном итоге вызовет серьёзную неудачу для завершения строительства второго туннеля поблизости, и общественное мнение начнёт разделяться по поводу спасательной операции.

## В ролях
- Ха Чон У — Ли Чжон Су, один из выживших после обрушения туннеля «Хадо». Он работает дилером Kia Motors, у него есть жена и дочь, которая ходит в детский сад.
- Пэ Ду На — Ли Сэ Хён, жена Чжон Су. Моложе мужа.
- О Даль Су — Дэ Гён, руководитель спасательной команды 119.
- Нам Джи Хен[англ.] — Ми На, одна из жертв обрушения туннеля «Хадо». Она также является хозяйкой собаки по кличке Тэн.

## Производство
Многие зрители, которые смотрели этот фильм, говорили, что он напомнил им крушение парома «Севоль» в 2014 году. Однако фильм был основан на оригинальном романе, опубликованном до инцидента с паромом «Севоль». Режиссёр Ким Сон Хун сказал в интервью: «Это (Крушение парома „Севоль“) было такой большой болью, и производственная группа тоже была очень больна». «Поскольку грусть всё ещё актуальна, я не мог не думать о гибели парома „Севоль“, когда снимал фильм о материалах катастрофы, но я думал, что невозможно исключить воспоминания и принять его». С одной стороны, «произошёл один инцидент, вместо того, чтобы сосредоточиться на нём в связи с огромной катастрофой, и универсальный, поскольку система должна была управляться им, рухнула». А некоторые из-за человека, попавшего в неё, «хотят сказать такие вещи, как достоинство на всю жизнь ситуация».
Хотя «Туннель» принёс много кассовых сборов, некоторые сожалеют об этом. Несколько оптимистичная позиция «Туннеля» нереальна. Это может быть связано с тем, что после катастрофы Ферри Севола корейские зрители стали свидетелями того, как работает социальная система бедствия. Директор пояснил, что он тоже видел такие мнения. В интервью он сказал: «Были некоторые мнения, которые хотели, чтобы мне объяснили более прямо. Однако я надеялся, что этот фильм не будет тем фильмом, который будут смотреть только люди, которые недовольны такой катастрофой. Некоторые фильмы изображают социальное зло и злятся на систему, и они могут таким образом задеть человеческие эмоции.» Он также продолжил добавлять последнее предложение. «Я хотел, чтобы в фильме было больше сочувствия к боли. Я думаю, что то, что мы делаем больше всего, — это отсутствие способности сочувствовать боли других людей».
Режиссёр добавил: «Я приложил много усилий, чтобы организовать туннель в фильме». Поскольку внутренняя часть разрушенного туннеля продолжает появляться, он хотел создать наиболее реалистичную часть фильма. «Одним из слов, которыми можно описать этот фильм, является его текстура. Я думал, что текстура не должна выглядеть фальшивой. Для Чжон Су туннель похож на актёра. Актёры и пространство должны давать и получать реакции друг от друга», он сказал. В наборе настоящая бетонная часть и поддельная часть были смешаны вместе. Он сделал фальшивый на ближней стороне актёра и наложил настоящий на настоящего на дальней стороне. Поддельные материалы — это не только бетон, но и камни с цементной отделкой. В качестве пылевого порошка использовались зерновой порошок, угольный порошок и нефритовый порошок. Говорят, это произошло потому, что настоящий цементный порошок может быть опасен при вдыхании актёра, поскольку пыль была разбросана по всему фильму.

## Отзывы
На веб-сайте агрегатора обзоров Rotten Tomatoes, который классифицирует отзывы только как положительные или отрицательные, 100 % из 15 отзывов являются положительными, со средней оценкой 7,63/10.